# Gransillkremla
Gransillkremla (Russula favrei) är en svampart som beskrevs av M.M. Moser 1979. Gransillkremla ingår i släktet kremlor och familjen kremlor och riskor.  Arten är reproducerande i Sverige. Inga underarter finns listade i Catalogue of Life.